# ハリハラ2世
ハリハラ2世（テルグ語：రెండవ హరిహర రాయలు, Harihara II, 生年不詳 - 1404年）は、南インドのヴィジャヤナガル王国、サンガマ朝の君主（在位：1377年 - 1404年）。ハッカ2世（Hakka II）とも呼ばれる。

## 生涯
1377年、父王ブッカ1世が死亡したことにより、ハリハラ2世がその王位を継承した。
ハリハラ2世の治世には、1378年にマドゥライ・スルターン朝を併合し、レッディ王国の支配するアーンドラ地方の大部分を領土に加え、さらなる領土の拡大に成功している。
1398年にはバフマニー朝を攻め、クリシュナ川およびゴーダーヴァリ川両下流域の大部分を併合したものの、それ以上北方へ進出できなかった。
しかし、バフマニー朝からマラバール海岸地方のゴアを奪うことに成功し、またセイロン（スリランカ）北方にも遠征軍を送っている。
1404年にハリハラ2世が死ぬと、三人の息子が王位をめぐって争うことなり、1406年にデーヴァ・ラーヤ1世がその王位を確保した。